# Leah Baroudi
Leah Baroudi (* 2. April 2007) ist eine syrische Tennisspielerin.

## Karriere
Baroudi spielt seit 2021 auf der ITF Junior Tour und der ITF Women’s World Tennis Tour, wo sie bislang aber noch keinen Titel gewinnen konnte.
Ihren bisher größten Erfolg feierte sie mit dem Gewinn des J30 Riyadh Ende Oktober 2023 zusammen mit ihrer indischen Partnerin Jannat Chiripal.
Sie ist die erste syrische Spielerin, die eine Wildcard für die Qualifikation zu einem Hauptfeld eines Turniers der WTA Tour erhalten hat. Im Februar 2025 erhielt sie eine Wildcard für die Qualifikation zu den Dubai Duty Free Tennis Championships, wo sie aber bereits in der ersten Runde Irina-Camelia Begu mit 1:6 und 1:6 unterlag.